# Международная хартия открытых данных
Международная хартия открытых данных — набор принципов и практик по публикации правительственных открытых данных, принятая на саммите Open Government Partnership в Мексике в октябре 2015 года семнадцатью государствами. Принципы, задекларированные в хартии касаемо релиза открытых данных:
- Открытость по умолчанию
- Быстрая и подробная публикация
- Доступность и удобство
- Сравниваемость и связность
- Ради улучшения управления и взаимодействия с гражданами
- Ради всестороннего развития и инновационности

По состоянию на 2020 год Хартию подписали правительства 74 государств. 

## Адаптация на государственном уровне
- Австралия
- Аргентина
- Канада
- Чили
- Колумбия
- Коста-Рика
- Франция
- Гватемала
- Италия
- Северная Македония
- Мексика
- Панама
- Парагвай
- Филиппины
- Сьерра-Леоне
- Республика Корея
- Украина
- Великобритания
- Уругвай
- Новая Зеландия